# Красногірка (Коростенський район)
Красногі́рка — село в Україні, у Коростенському районі Житомирської області. Населення становить 35 осіб.
28 серпня 1943 року нацистські окупанти спалили повністю село, загинуло 18 жителів.

## Населення

### Мова
Розподіл населення за рідною мовою за даними перепису 2001 року:
| Мова       | Кількість | Відсоток |
| ---------- | --------- | -------- |
| українська | 35        | 100%     |

## Галерея

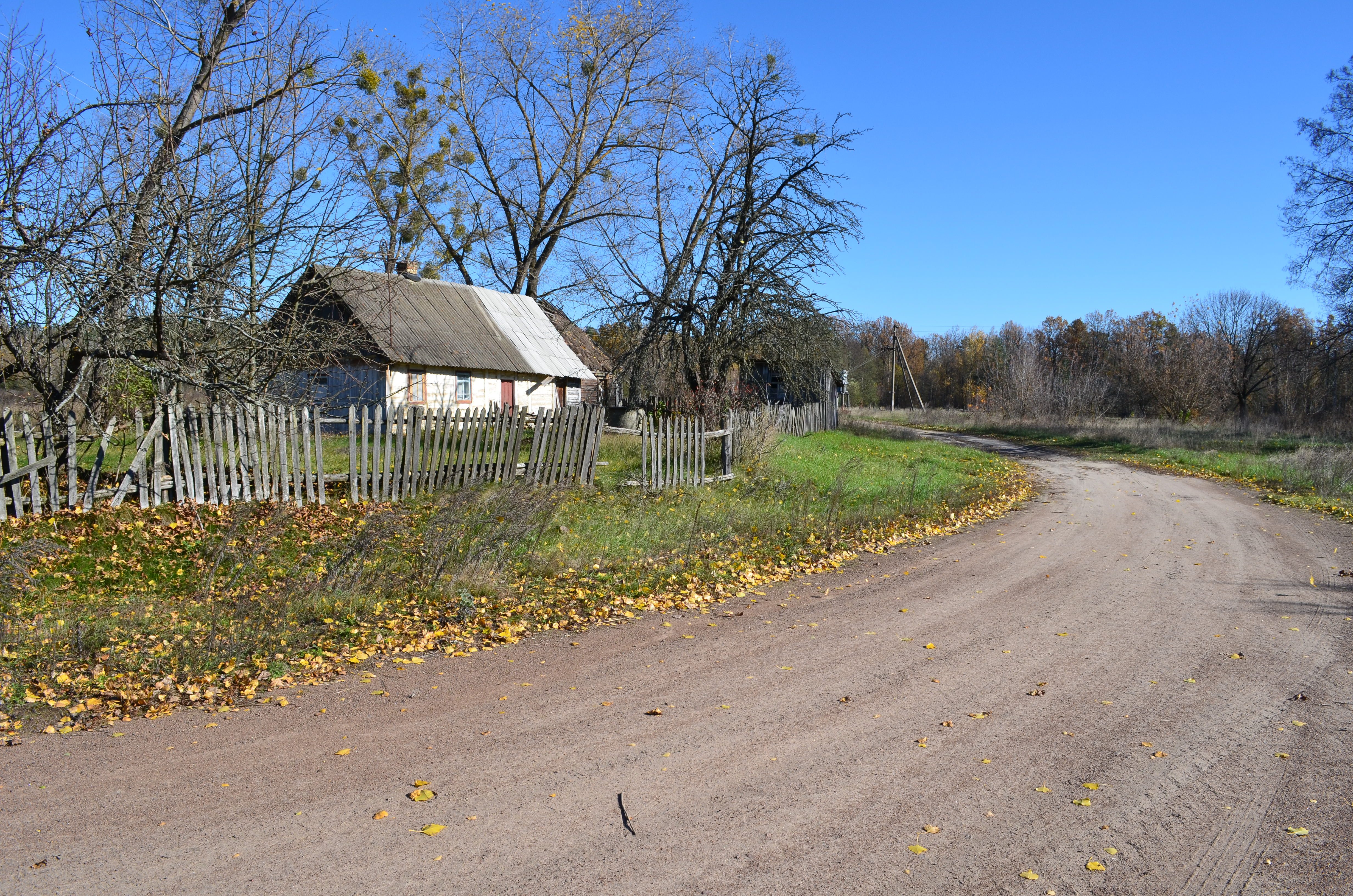
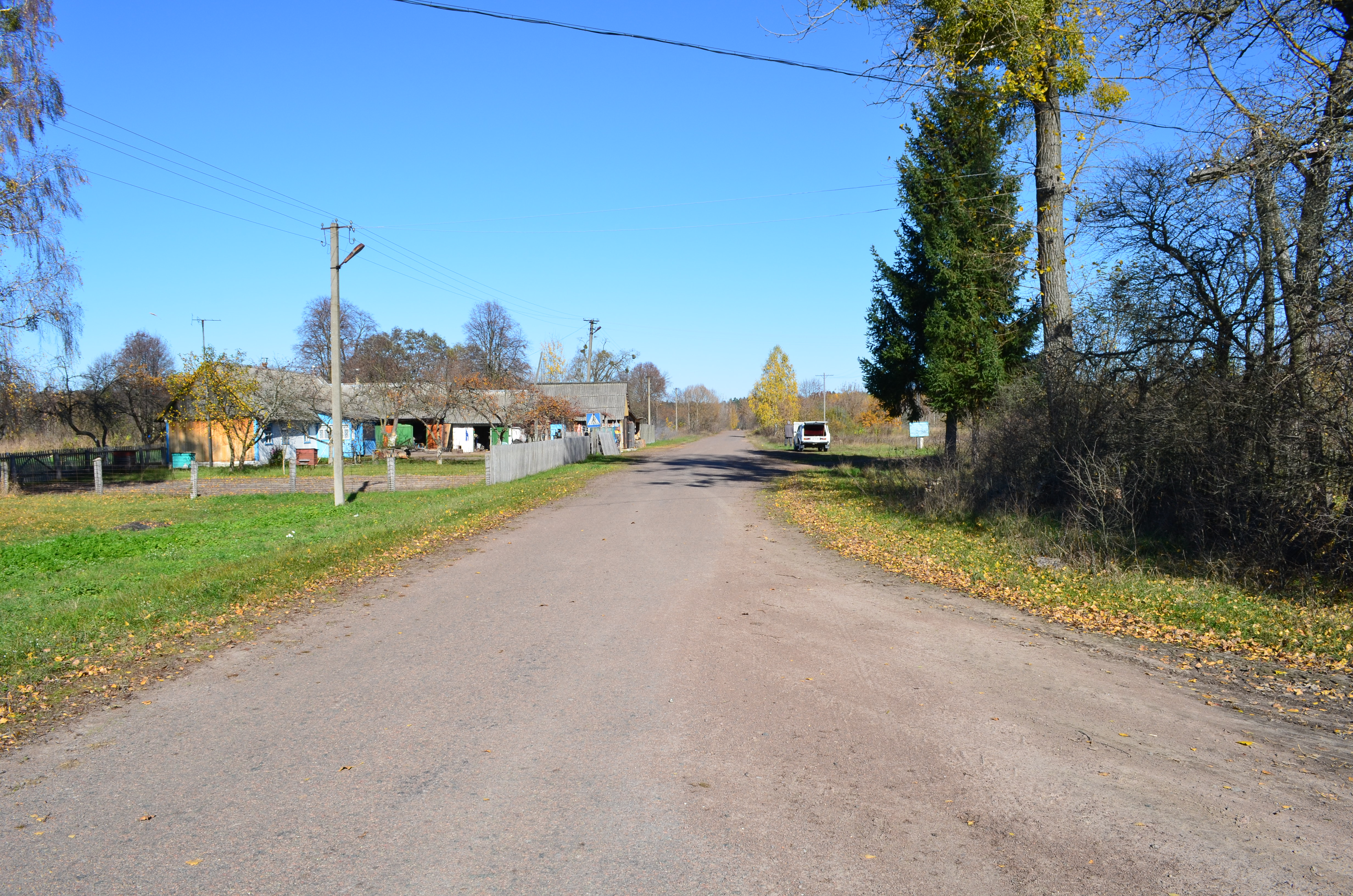
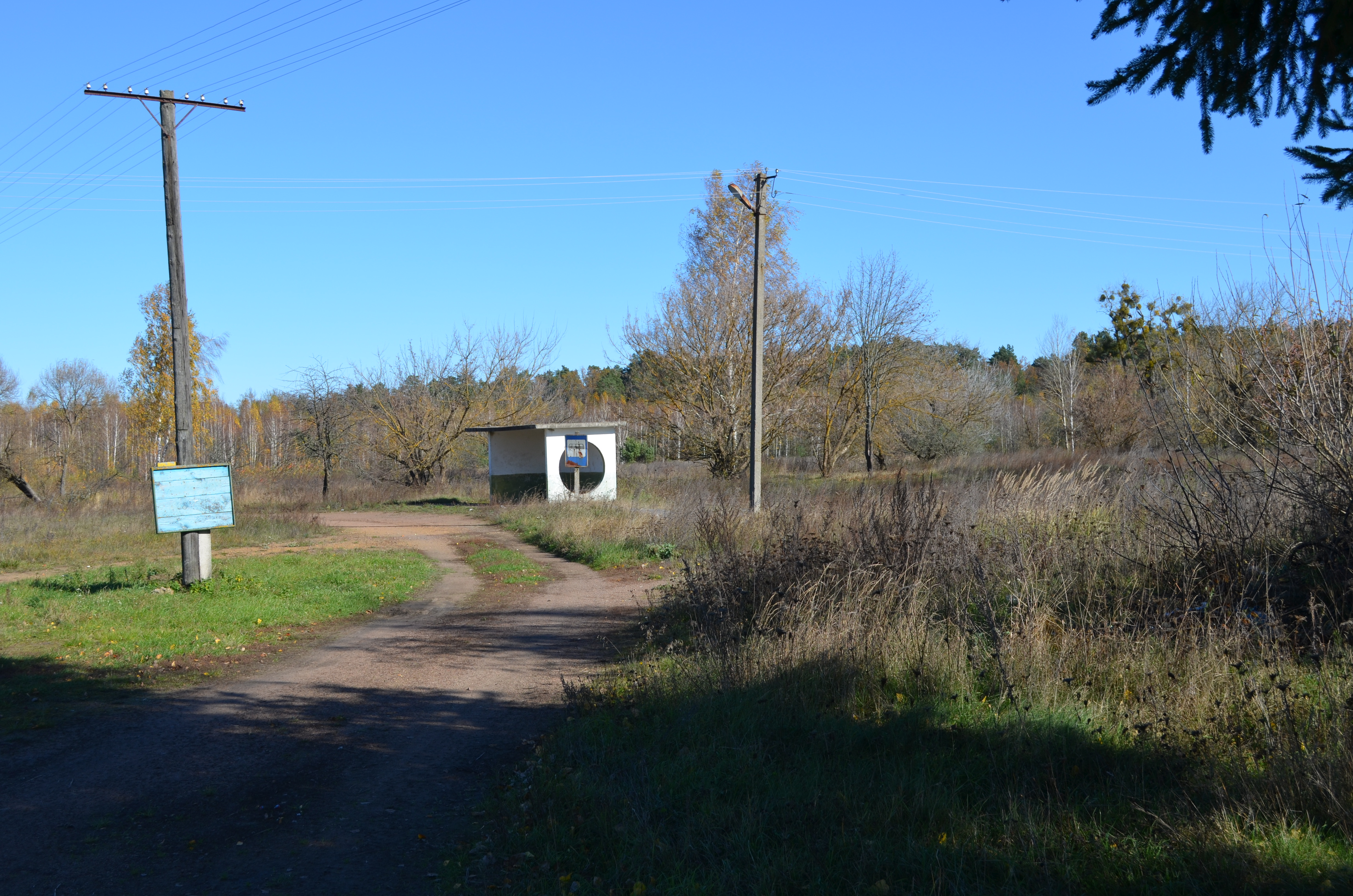
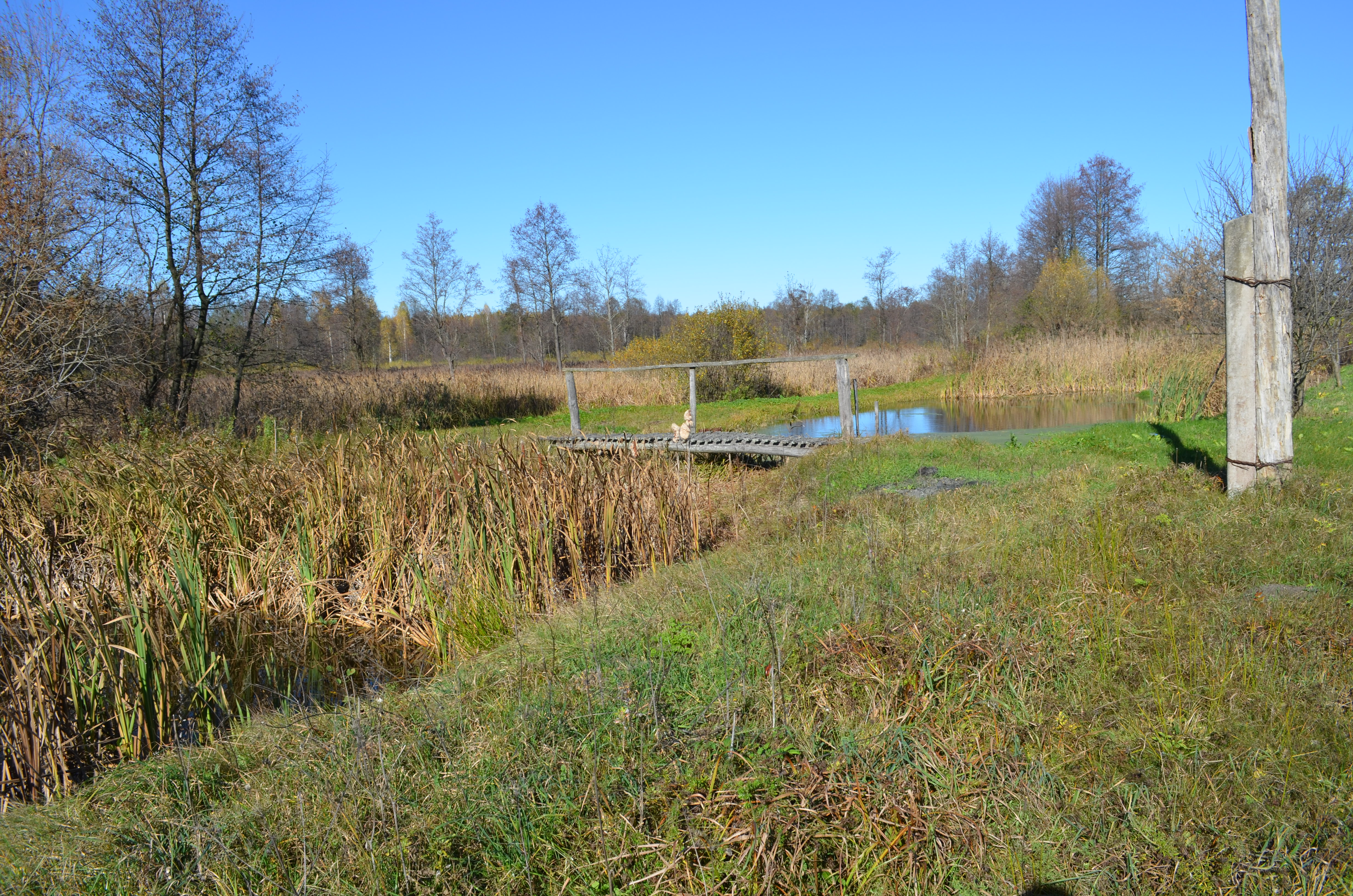
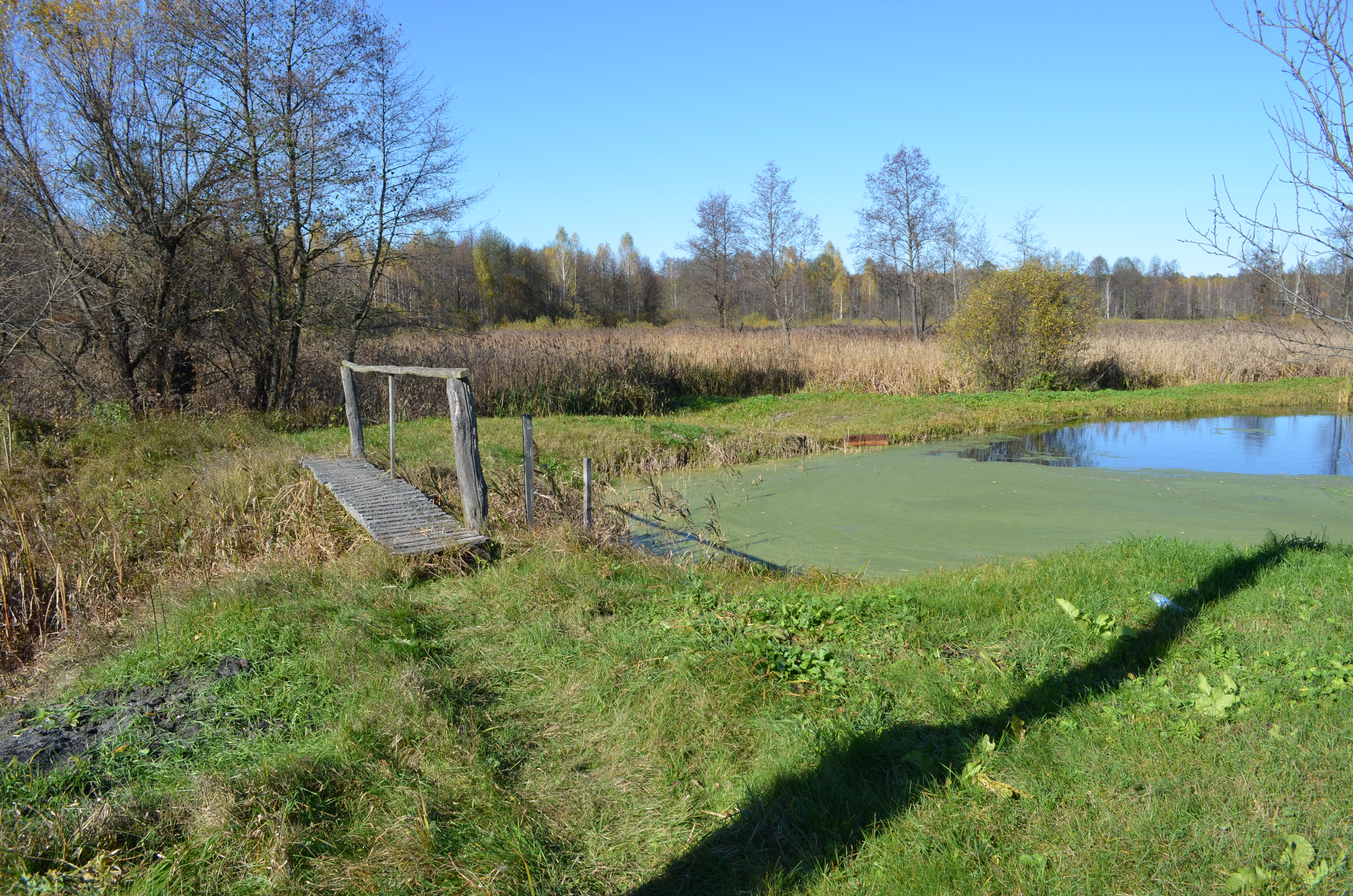